# Christian Flor (Politiker)

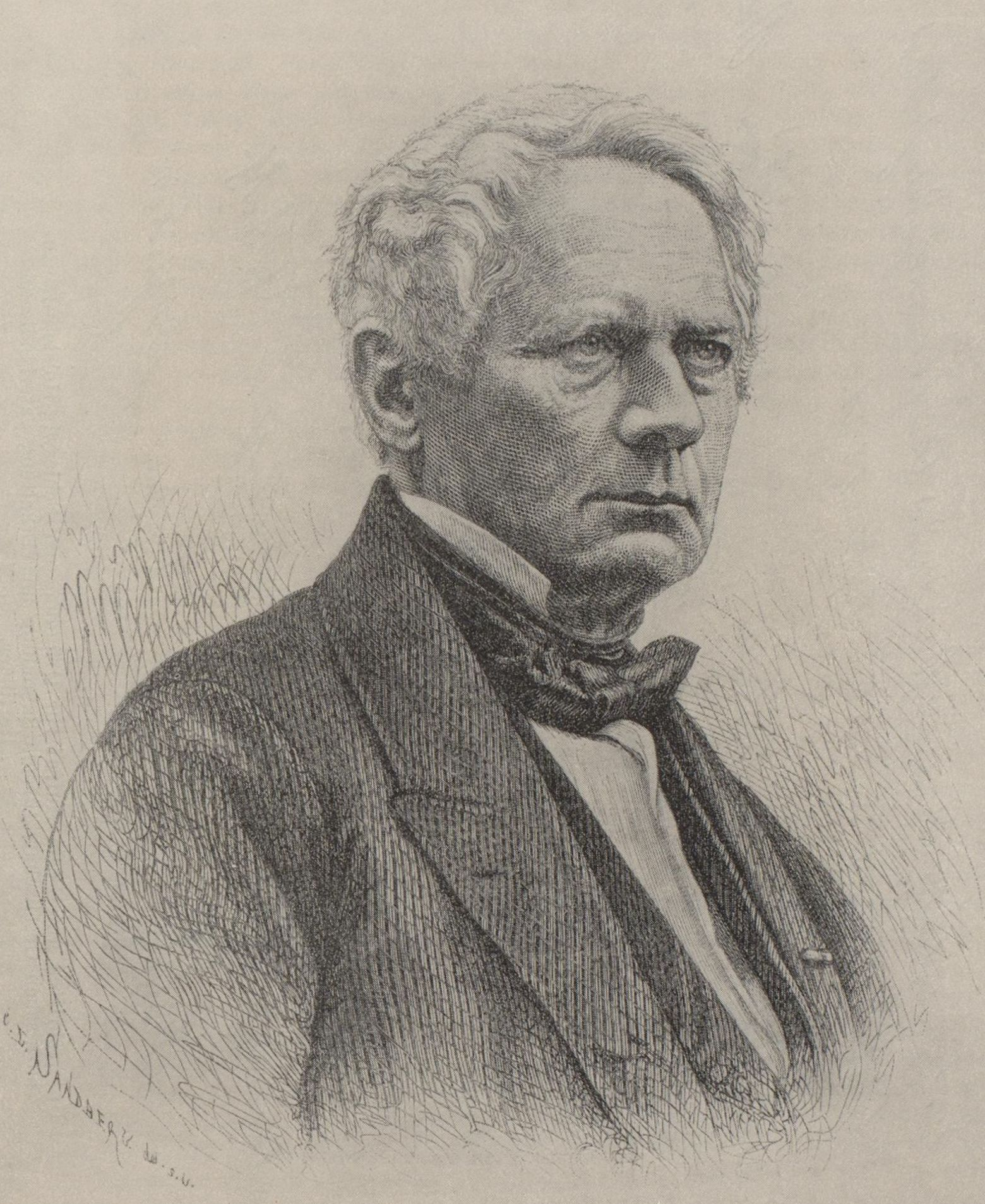
Christian Flor

Christian Flor (* 1. Januar 1792 in Kopenhagen; † 31. März 1875 ebenda) war ein dänischer Pädagoge und Politiker.

## Leben
Flor war der Sohn des norwegischen Regimentsquartiermeisters und späteren Bankbuchhalters Christian Holm Flor (1736–1808) und dessen Frau Anna Cathrine Hesselberg (1761–1837). Er begann 1809 ein Studium, das er aber durch den Tod des Vaters nicht zu Ende führen konnte. Stattdessen musste er eine Hauslehrerstelle auf Fünen annehmen. 1815 kehrte er nach Kopenhagen zurück und wurde dort Lehrer an der Borgerdydskolen. 1816 bestand er sein theologisches Amtsexamen und wurde Pfarrer auf dem Land. Er verfasste eine Doktorarbeit und wurde in Kiel promoviert.  Als Nachfolger von Johan Ludvig Heiberg wurde er Lektor für dänische Sprache und Literatur an der Christian-Albrechts-Universität Kiel, 1826 wurde ihm der Titel Professor übertragen. Im gleichen Jahr heiratete er Vilhelmine Frederikke Zeuthen (1798–1859).
Flor war dänischgesinnt, 1838 bewog er den Kaufmann Peter Christian Koch in Hadersleben dazu, die Zeitung „Danevirke“ herauszugeben. Er wirkte daran mit, dass der Sprachgegensatz zwischen Dänisch und Deutsch in Schleswig-Holstein ins Zentrum der nationalen Bestrebungen gelangte. In seiner Zeit in Kiel engagierte Flor sich sehr für die 1834 gegründete „Schleswig-Holstein-Lauenburgische Gesellschaft für die Sammlung und Erhaltung vaterländischer Alterthümer“ und ihre Altertümersammlung. 1845 legte er sein Lektorat an der Universität Kiel nieder, um Vorsteher der 1844 gegründeten Volkshochschule in Rödding zu werden. Nach 1848 wurde Flor Mitglied der Konstituierenden Versammlung und ab 1856 Mitglied des Staatsrates.

## Veröffentlichungen
- Dansk Laesebog til Brug i de lærde Skoler. Maack (in Komm.), Kiel 1831.
- Kleine dänische Grammatik für die ersten Anfänger. Königliche Schulbuchdruckerei, Kiel 1832.
- Nordens Mythologie eller Sindbilled-Sprog hist.-poetisk udviklet og oplyst af Nik. red. Sev. Grundtvig. 2. Auflage, København 1832.
- Lehrbuch der dänischen Sprache: enthaltend eine Grammatik, ein Lesebuch und ein vollständiges Wortregister zum Gebrauch für die ersten Anfänger. Aue, Kiel 1833.
- Haandbog i den Danske litteratur (eller: Dansk læesebog, tredie forandrede oplag). Universitätsbuchhandlung, Kiel 1844.
- Dansk sætningslære: et forsøg. Gyldendal, Kopenhagen 1864.
- Kort Fremstilling af N.F.S. Grundtvigs mythologiske og historiske Betragtningsmåde. Kopenhagen 1865.